# Manuel Atug

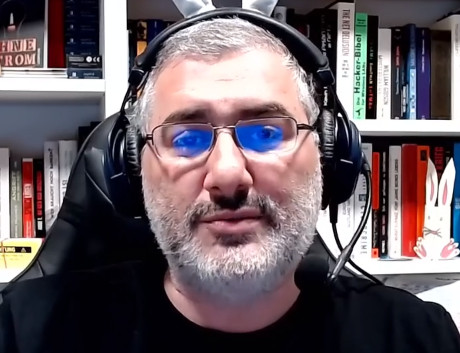
Manuel Atug, 2022

Manuel Atug (* 7. August 1976 in Wipperfürth), auch aktiv unter dem Künstlernamen „HonkHase“, ist ein deutscher Ingenieur, IT-Sicherheitsberater, Autor und Aktivist im Bereich Cybersicherheit und Kritische Infrastruktur. Er ist Gründer und Sprecher der Arbeitsgruppe Kritische Infrastrukturen und aktives Mitglied im Chaos Computer Club.
Er studierte an der Technischen Hochschule Köln das Fach Informatik mit dem Abschluss Diplom-Informatiker (FH) und an der Ruhr-Universität Bochum das Fach IT-Sicherheit mit den Abschlüssen Master of Science (Applied IT-Security) und Ingenieur.
Atug ist Experte der Exekutivagentur für die Forschung der Europäischen Union (EU REA) und regelmäßig für die Bundesregierung und die Bundesländer als Sachverständiger in Fragen der Cybersicherheit und des Katastrophenschutzes tätig. Außerdem publiziert er regelmäßig, nimmt an Podiumsdiskussionen teil, hält Vorträge und wird zu aktuellen Geschehnissen im Umfeld der Cybersicherheit, dem (digitalen) Katastrophenschutz und der kritischen Infrastrukturen zur Einschätzung der Sachlage und Hintergründe befragt.

## Vorträge (Auswahl)
- re:publica 2025: Die KRITIS Dystopie – Düstere Aussichten für zukünftige Generationen[3]

## Privates
Atug lebt in Hanau und Dresden, ist mit Caroline Krohn liiert und hat eine Tochter.

## Publikationen (Auswahl)
- Manuel Atug: Empowering smart regions: addressing challenges and leveraging enabling factors in municipal digital transformation, Uncertain Journeys into Digital Futures, nomos Verlag, 2025
- Manuel Atug: Ransomware als Business Case in der organisierten Kriminalität in: Handbuch Cyberkriminalität 2, Springer, 2023
- Manuel Atug: Desolates IT Sicherheitsgesetz 2.0 im Anmarsch, International Cybersecurity Law Review, Springer Link, 2021
- Manuel Atug: Zertifizierungen im Kontext KRITIScher Infrastrukturen, Datenschutz und Datensicherheit, Springer, 2020